# 迈泰奥拉市镇
迈泰奥拉（希臘語：Μετέωρα）是希腊色萨利大区特里卡拉专区的市镇，行政中心为卡兰巴卡镇。市镇面积为1,658平方公里，2021年人口数量为19,274人。
此市镇设立于2011年地方政府改革中，由原8个市镇合并而成，原市镇则成为此市镇的8个市区。设立时名为卡兰巴卡市镇，2018年改名为迈泰奥拉市镇。